# Radiogrammitis parva
Radiogrammitis parva är en stensöteväxtart som först beskrevs av Guido Georg Wilhelm Brause, och fick sitt nu gällande namn av Barbara S. Parris. Radiogrammitis parva ingår i släktet Radiogrammitis och familjen Polypodiaceae. Inga underarter finns listade.